# Vlădești (gmina w okręgu Gałacz)
Vlădești – gmina w Rumunii, w okręgu Gałacz. Obejmuje miejscowości Brănești i Vlădești. W 2011 roku liczyła 1977 mieszkańców. 